# Gran Premio di superbike d'Europa 2004
Il Gran Premio di superbike d'Europa 2004 è stato l'ottava prova su undici del campionato mondiale Superbike 2004, disputato il 1º agosto sul circuito di Brands Hatch, in gara 1 ha visto la vittoria di Noriyuki Haga davanti a Régis Laconi e Steve Martin, lo stesso pilota si è ripetuto anche in gara 2, davanti a Pierfrancesco Chili e Chris Vermeulen.
La vittoria nella gara valevole per il campionato mondiale Supersport 2004, disputata in due parti e il cui risultato è stato definito dalla somma dei tempi, è stata ottenuta da Karl Muggeridge, mentre la gara del campionato Europeo della classe Superstock viene vinta da Gianluca Vizziello.

## Risultati

### Gara 1

#### Arrivati al traguardo[5]
| Pos. | Nº  | Pilota               | Squadra                | Motocicletta      | Giri | Tempo     | Griglia | Punti |
| ---- | --- | -------------------- | ---------------------- | ----------------- | ---- | --------- | ------- | ----- |
| 1º   | 41  | Noriyuki Haga        | Renegade Ducati Koji   | Ducati 999 RS     | 25   | 37:08.172 | 4º      | 25    |
| 2º   | 55  | Régis Laconi         | Ducati Fila            | Ducati 999 F04    | 25   | +0:00.134 | 3º      | 20    |
| 3º   | 99  | Steve Martin         | D.F.Xtreme Sterilgarda | Ducati 999 RS     | 25   | +0:02.273 | 1º      | 16    |
| 4º   | 17  | Chris Vermeulen      | Ten Kate Honda         | Honda CBR 1000RR  | 25   | +0:04.751 | 7º      | 13    |
| 5º   | 4   | Troy Corser          | Foggy Petronas Racing  | Petronas FP1      | 25   | +0:08.046 | 5º      | 11    |
| 6º   | 100 | James Ellison        | Jentin Racing          | Yamaha YZF R1     | 25   | +0:09.909 | 9º      | 10    |
| 7º   | 52  | James Toseland       | Ducati Fila            | Ducati 999 F04    | 25   | +0:10.025 | 12º     | 9     |
| 8º   | 35  | Craig Coxhell        | Vitrans Honda          | Honda             | 25   | +0:21.797 | 18º     | 8     |
| 9º   | 9   | Chris Walker         | Foggy Petronas Racing  | Petronas FP1      | 25   | +0:26.137 | 13º     | 7     |
| 10º  | 69  | Gianluca Nannelli    | Pedercini              | Ducati 998 RS     | 25   | +0:29.131 | 8º      | 6     |
| 11º  | 20  | Marco Borciani       | D.F.Xtreme Sterilgarda | Ducati 999 RS     | 25   | +0:29.769 | 6º      | 5     |
| 12º  | 200 | Giovanni Bussei      | DeCecco Racing         | Ducati 998 RS     | 25   | +0:33.786 | 16º     | 4     |
| 13º  | 19  | Lucio Pedercini      | Pedercini              | Ducati 998 RS     | 25   | +0:35.066 | 11º     | 3     |
| 14º  | 8   | Ivan Clementi        | Kawasaki Bertocchi     | Kawasaki ZX 10    | 25   | +0:36.419 | 20º     | 2     |
| 15º  | 5   | Piergiorgio Bontempi | Zongshen               | Suzuki GSX-R 1000 | 25   | +0:40.899 | 15º     | 1     |
| 16º  | 12  | Warwick Nowland      | Zongshen               | Suzuki GSX-R 1000 | 25   | +0:53.857 | 22º     |       |
| 17º  | 25  | Alessio Velini       | UnionBike GiMotorsport | Yamaha YZF R1     | 25   | +1:08.058 | 23º     |       |

#### Ritirati
| Nº | Pilota               | Squadra                    | Motocicletta      | Giri | Griglia |
| -- | -------------------- | -------------------------- | ----------------- | ---- | ------- |
| 16 | Sergio Fuertes       | MIR Racing                 | Suzuki GSX-R 1000 | 24   | 25º     |
| 91 | Leon Haslam          | Renegade Ducati Koji       | Ducati 999 RS     | 23   | 10º     |
| 7  | Pierfrancesco Chili  | PSG - 1 Corse              | Ducati 998 RS     | 18   | 2º      |
| 32 | Sébastien Gimbert    | Yamaha France              | Yamaha YZF R1     | 18   | 19º     |
| 24 | Garry McCoy          | Xerox - Ducati Nortel Net. | Ducati 999 RS     | 11   | 17º     |
| 27 | Giancarlo De Matteis | PSG - 1 Corse              | Ducati 999 RS     | 11   | 21º     |
| 6  | Mauro Sanchini       | Kawasaki Bertocchi         | Kawasaki ZX 10    | 7    | 14º     |
| 23 | Jiří Mrkývka         | JM SBK                     | Ducati 998 RS     | 7    | 24º     |
| 50 | Miguel Praia         | Xerox - Ducati Nortel Net. | Ducati 999 RS     | 7    | 26º     |

### Gara 2

#### Arrivati al traguardo[6]
| Pos. | Nº  | Pilota               | Squadra                    | Motocicletta      | Giri | Tempo     | Griglia | Punti |
| ---- | --- | -------------------- | -------------------------- | ----------------- | ---- | --------- | ------- | ----- |
| 1º   | 41  | Noriyuki Haga        | Renegade Ducati Koji       | Ducati 999 RS     | 25   | 37:05.030 | 4º      | 25    |
| 2º   | 7   | Pierfrancesco Chili  | PSG - 1 Corse              | Ducati 998 RS     | 25   | +0:00.960 | 2º      | 20    |
| 3º   | 17  | Chris Vermeulen      | Ten Kate Honda             | Honda CBR 1000RR  | 25   | +0:10.639 | 7º      | 16    |
| 4º   | 9   | Chris Walker         | Foggy Petronas Racing      | Petronas FP1      | 25   | +0:23.664 | 13º     | 13    |
| 5º   | 100 | James Ellison        | Jentin Racing              | Yamaha YZF R1     | 25   | +0:24.112 | 9º      | 11    |
| 6º   | 200 | Giovanni Bussei      | DeCecco Racing             | Ducati 998 RS     | 25   | +0:26.433 | 16º     | 10    |
| 7º   | 24  | Garry McCoy          | Xerox - Ducati Nortel Net. | Ducati 999 RS     | 25   | +0:26.852 | 17º     | 9     |
| 8º   | 35  | Craig Coxhell        | Vitrans Honda              | Honda             | 25   | +0:31.083 | 18º     | 8     |
| 9º   | 32  | Sébastien Gimbert    | Yamaha France              | Yamaha YZF R1     | 25   | +0:31.221 | 19º     | 7     |
| 10º  | 6   | Mauro Sanchini       | Kawasaki Bertocchi         | Kawasaki ZX 10    | 25   | +0:31.894 | 14º     | 6     |
| 11º  | 8   | Ivan Clementi        | Kawasaki Bertocchi         | Kawasaki ZX 10    | 25   | +0:36.286 | 20º     | 5     |
| 12º  | 5   | Piergiorgio Bontempi | Zongshen                   | Suzuki GSX-R 1000 | 25   | +0:54.448 | 15º     | 4     |
| 13º  | 16  | Sergio Fuertes       | MIR Racing                 | Suzuki GSX-R 1000 | 25   | +1:01.424 | 25º     | 3     |
| 14º  | 25  | Alessio Velini       | UnionBike GiMotorsport     | Yamaha YZF R1     | 25   | +1:20.050 | 23º     | 2     |
| 15º  | 50  | Miguel Praia         | Xerox - Ducati Nortel Net. | Ducati 999 RS     | 23   | +2 giri   | 26º     | 1     |

#### Ritirati
| Nº | Pilota               | Squadra                | Motocicletta      | Giri | Griglia |
| -- | -------------------- | ---------------------- | ----------------- | ---- | ------- |
| 55 | Régis Laconi         | Ducati Fila            | Ducati 999 F04    | 18   | 3º      |
| 99 | Steve Martin         | D.F.Xtreme Sterilgarda | Ducati 999 RS     | 15   | 1º      |
| 12 | Warwick Nowland      | Zongshen               | Suzuki GSX-R 1000 | 10   | 22º     |
| 20 | Marco Borciani       | D.F.Xtreme Sterilgarda | Ducati 999 RS     | 8    | 6º      |
| 19 | Lucio Pedercini      | Pedercini              | Ducati 998 RS     | 7    | 11º     |
| 69 | Gianluca Nannelli    | Pedercini              | Ducati 998 RS     | 6    | 8º      |
| 4  | Troy Corser          | Foggy Petronas Racing  | Petronas FP1      | 3    | 5º      |
| 52 | James Toseland       | Ducati Fila            | Ducati 999 F04    | 3    | 12º     |
| 27 | Giancarlo De Matteis | PSG - 1 Corse          | Ducati 999 RS     | 3    | 21º     |
| 91 | Leon Haslam          | Renegade Ducati Koji   | Ducati 999 RS     | 3    | 10º     |

### Supersport

#### Arrivati al traguardo
| Pos. | Nº | Pilota                   | Squadra                     | Motocicletta     | Giri | Tempo     | Griglia | Punti |
| ---- | -- | ------------------------ | --------------------------- | ---------------- | ---- | --------- | ------- | ----- |
| 1º   | 31 | Karl Muggeridge          | Ten Kate Honda              | Honda CBR 600RR  | 23   | 34'44.195 | 1º      | 25    |
| 2º   | 16 | Sébastien Charpentier    | Klaffi Honda                | Honda CBR 600RR  | 23   | +0.098    | 3º      | 20    |
| 3º   | 4  | Jurgen van den Goorbergh | Yamaha Italia               | Yamaha YZF R6    | 23   | +2.194    | 6º      | 16    |
| 4º   | 23 | Broc Parkes              | Ten Kate Honda              | Honda CBR 600RR  | 23   | +2.199    | 2º      | 13    |
| 5º   | 11 | Kevin Curtain            | Yamaha Motor Deutschland    | Yamaha YZF R6    | 23   | +2.238    | 5º      | 11    |
| 6º   | 8  | Alessio Corradi          | Italia Megabike             | Honda CBR 600RR  | 23   | +8.401    | 9º      | 10    |
| 7º   | 37 | Katsuaki Fujiwara        | Suzuki Alstare Corona Extra | Suzuki GSX-R 600 | 23   | +11.308   | 7º      | 9     |
| 8º   | 2  | Stéphane Chambon         | Suzuki Alstare Corona Extra | Suzuki GSX-R 600 | 23   | +12.301   | 8º      | 8     |
| 9º   | 14 | Anthony West             | Italia Megabike             | Honda CBR 600RR  | 23   | +19.580   | 13º     | 7     |
| 10º  | 57 | Lorenzo Lanzi            | Ducati Breil                | Ducati 749 R     | 23   | +28.336   | 11º     | 6     |
| 11º  | 76 | Max Neukirchner          | Klaffi Honda                | Honda CBR 600RR  | 23   | +35.959   | 15º     | 5     |
| 12º  | 78 | Luke Quigley             | Buildbase Knotts Racing     | Suzuki GSX-R 600 | 23   | +41.240   | 22º     | 4     |
| 13º  | 79 | Tom Tunstall             | Vitrans / Hardinge M.T.     | Honda CBR 600RR  | 23   | +42.366   | 21º     | 3     |
| 14º  | 19 | Walter Tortoroglio       | Celani - Suzuki Italia      | Suzuki GSX-R 600 | 23   | +42.952   | 17º     | 2     |
| 15º  | 24 | Matthieu Lagrive         | Moto 1                      | Suzuki GSX-R 600 | 23   | +43.854   | 12º     | 1     |
| 16º  | 15 | Matteo Baiocco           | Lorenzini by Leoni          | Yamaha YZF R6    | 23   | +44.355   | 20º     |       |
| 17º  | 45 | Sébastien Le Grelle      | LeGrelle Dholda Moto P.     | Honda CBR 600RR  | 23   | +48.352   | 23º     |       |
| 18º  | 18 | Denis Sacchetti          | Italia Megabike             | Honda CBR 600RR  | 23   | +48.490   | 19º     |       |
| 19º  | 22 | Stefano Cruciani         | Kawasaki Bertocchi          | Kawasaki ZX6 RR  | 23   | +49.773   | 18º     |       |

#### Ritirati
| Nº  | Pilota            | Squadra                     | Motocicletta     | Giri | Griglia |
| --- | ----------------- | --------------------------- | ---------------- | ---- | ------- |
| 132 | Yoann Tiberio     | Yamaha France               | Yamaha YZF R6    | 20   | 14º     |
| 96  | Dean Ellison      | IRT Honda Israel            | Honda CBR 600RR  | 19   | 24º     |
| 99  | Fabien Foret      | Yamaha Italia               | Yamaha YZF R6    | 9    | 4º      |
| 93  | Christian Kellner | Yamaha Motor Deutschland    | Yamaha YZF R6    | 9    | 10º     |
| 20  | Vittorio Iannuzzo | Suzuki Alstare Corona Extra | Suzuki GSX-R 600 | 2    | 16º     |

### Superstock

#### Arrivati al traguardo
| Pos. | Nº | Pilota                 | Squadra                     | Motocicletta      | Giri | Tempo     | Griglia | Punti |
| ---- | -- | ---------------------- | --------------------------- | ----------------- | ---- | --------- | ------- | ----- |
| 1º   | 45 | Gianluca Vizziello     | Italia Lorenzini by Leoni   | Yamaha YZF R1     | 15   | 22'36.698 | 1º      | 25    |
| 2º   | 4  | Lorenzo Alfonsi        | Italia Lorenzini by Leoni   | Yamaha YZF R1     | 15   | +2.297    | 3º      | 20    |
| 3º   | 54 | Kenan Sofuoğlu         | Yamaha Motor Germany        | Yamaha YZF R1     | 15   | +2.317    | 2º      | 16    |
| 4º   | 57 | Ilario Dionisi         | Celani - Suzuki Italia      | Suzuki GSX-R 1000 | 15   | +13.039   | 4º      | 13    |
| 5º   | 5  | Riccardo Chiarello     | Suzuki Alstare Corona Extra | Suzuki GSX-R 1000 | 15   | +13.441   | 7º      | 11    |
| 6º   | 21 | Alex Martinez          | Intermoto Czech Republic    | Kawasaki ZX10     | 15   | +14.409   | 10º     | 10    |
| 7º   | 9  | Luca Scassa            | Ormeni Racing               | Kawasaki ZX10     | 15   | +17.457   | 8º      | 9     |
| 8º   | 14 | John Laverty           | EMS Racing                  | Yamaha YZF R1     | 15   | +17.751   | 5º      | 8     |
| 9º   | 76 | Bernat Martínez        | Bernat Marvimoto            | Suzuki GSX-R 1000 | 15   | +20.942   | 6º      | 7     |
| 10º  | 53 | Alessandro Polita      | Rox Racing                  | Ducati 999S       | 15   | +30.825   | 11º     | 6     |
| 11º  | 16 | Enrique Rocamora       | Kawasaki Bertocchi          | Kawasaki ZX10     | 15   | +30.844   | 17º     | 5     |
| 12º  | 86 | Ayrton Badovini        | EVR Corse Biassono R.T.     | Ducati 999S       | 15   | +30.939   | 18º     | 4     |
| 13º  | 15 | Pierrot Lerat-Vanstaen | Association Plein Gaz       | Suzuki GSX-R 1000 | 15   | +34.117   | 14º     | 3     |
| 14º  | 37 | William De Angelis     | Rox Racing                  | Ducati 999S       | 15   | +42.192   | 20º     | 2     |
| 15º  | 99 | José Lombardo          | MIR Racing                  | Suzuki GSX-R 1000 | 15   | +44.181   | 22º     | 1     |
| 16º  | 77 | Nicolas Saelens        | MCT-Sitra                   | Ducati 999S       | 15   | +48.408   | 21º     |       |
| 17º  | 52 | Alessio Perilli        | Ducci - I.T. Networks F.R.  | Yamaha YZF R1     | 15   | +49.538   | 19º     |       |
| 18º  | 75 | Ghisbert van Ginhoven  | MCT-Sitra                   | Ducati 999S       | 15   | +55.405   | 23º     |       |
| 19º  | 7  | Fabrizio De Noni       | MNR Racing                  | Suzuki GSX-R 1000 | 15   | +1'04.337 | 13º     |       |
| 20º  | 22 | Leroy Verboven         | Herman Verboven Racing      | Suzuki GSX-R 1000 | 15   | +1'12.412 | 27º     |       |
| 21º  | 29 | Benjie Cockerill       | Beowulf World               | Suzuki GSX-R 1000 | 15   | +1'13.450 | 30º     |       |
| 22º  | 78 | Robert De Vries        | CRT Yamaha                  | Yamaha YZF R1     | 15   | +1'19.037 | 26º     |       |

#### Ritirati
| Nº | Pilota              | Squadra                    | Motocicletta      | Giri | Griglia |
| -- | ------------------- | -------------------------- | ----------------- | ---- | ------- |
| 13 | Howie Mainwaring    | Bill Smith Motors          | Yamaha YZF R1     | 8    | 9º      |
| 34 | José Hurtado        | MIR Racing                 | Suzuki GSX-R 1000 | 7    | 16º     |
| 28 | Sepp Vermonden      | Sepp Racing - Dirk Van Mol | Suzuki GSX-R 1000 | 7    | 25º     |
| 58 | Tomas Miksovsky     | Intermoto Czech Republic   | Honda CBR 1000RR  | 4    | 15º     |
| 93 | David Butler        | EVR Corse Biassono R.T.    | Ducati 999S       | 4    | 28º     |
| 48 | Grégory Fastré      | Zone Rouge                 | Yamaha YZF R1     | 3    | 12º     |
| 35 | Christian Dal Corso | PSG-1 Corse                | Ducati 999S       | 3    | 29º     |
| 26 | Tom van Looy        | Herman Verboven Racing     | Suzuki GSX-R 1000 | 1    | 24º     |